# Ansarluové
Ansarluové (turecky Ansaroğlu, singular Ansaroğlular) jsou menší turkický kmen.  
Náleží k větvi Kangarlu, která se řadí mezi afghánské skupiny Qizilbash. Lidé z tohoto kmene patří mezi přívržence ší'itského islámu, přesněji k hnutí Isná ašaríja (dvanáctníci). V Afghánistánu je tento klan známý tím, že na území údajně původně přišel v 18. století s králem Nádirem Šáhem.
Takht e Nadir Šáh Afšár, který se nachází ve Vazirabádu, byl Nádir Šáhovou základnou během jeho vojenského tažení do Indie. Tento kmen se také nachází v obcích Kala e Fatullah ve Vazirabádu a v Kábulu.